# Igor Gouberman
 (février 2021).
La mise en forme du texte ne suit pas les recommandations de Wikipédia : il faut le « wikifier ».
Les points d'amélioration suivants sont les cas les plus fréquents :
- Les titres sont pré-formatés par le logiciel. Ils ne sont ni en capitales, ni en gras.
- Le texte ne doit pas être écrit en capitales (les noms de famille non plus), ni en gras, ni en italique, ni en « petit »…
- Le gras n'est utilisé que pour surligner le titre de l'article dans l'introduction, une seule fois.
- L'italique est rarement utilisé : mots en langue étrangère, titres d'œuvres, noms de bateaux, etc.
- Les citations ne sont pas en italique mais en corps de texte normal. Elles sont entourées par des guillemets français : « et ».
- Les listes à puces sont à éviter, des paragraphes rédigés étant largement préférés. Les tableaux sont à réserver à la présentation de données structurées (résultats, etc.).
- Les appels de note de bas de page (petits chiffres en exposant, introduits par l'outil «  Source ») sont à placer entre la fin de phrase et le point final[comme ça].
- Les liens internes (vers d'autres articles de Wikipédia) sont à choisir avec parcimonie. Créez des liens vers des articles approfondissant le sujet. Les termes génériques sans rapport avec le sujet sont à éviter, ainsi que les répétitions de liens vers un même terme.
- Les liens externes sont à placer uniquement dans une section « Liens externes », à la fin de l'article. Ces liens sont à choisir avec parcimonie suivant les règles définies. Si un lien sert de source à l'article, son insertion dans le texte est à faire par les notes de bas de page.
- La présentation des références doit suivre les conventions bibliographiques. Il est recommandé d'utiliser les modèles {{Ouvrage}}, {{Chapitre}}, {{Article}}, {{Lien web}} et/ou {{Bibliographie}}. Le mode d'édition visuel peut mettre en forme automatiquement les références.
- Insérer une infobox (cadre d'informations à droite) n'est pas obligatoire pour parachever la mise en page.

Pour une aide détaillée, merci de consulter Aide:Wikification.
Si vous pensez que ces points ont été résolus, vous pouvez retirer ce bandeau et améliorer la mise en forme d'un autre article.
Igor Mironovitch Gouberman (en russe : Игорь Миронович Губерман) est un poète et prosateur russe né le 7 juillet 1936 à Kharkov en Union soviétique (aujourd'hui en Ukraine). Il est l’inventeur de formes brèves qu’il nomme gariki (en russe, Garik est le diminutif du prénom Igor). Les gariki sont le plus souvent des quatrains à la tonalité autobiographique, mêlant oralité et rime classique, refrains et proverbes, aphorisme et satire. Depuis 1988, Gouberman vit à Jérusalem.

## Biographie
Igor Gouberman est né dans une famille juive de Kharkov, en Union soviétique. Après le lycée, il intègre l’Institut des chemins de fer de Moscou, d’où il sort en 1958 avec un diplôme en électrotechnique. Il commence alors une carrière d’ingénieur tout en écrivant durant son temps libre. Il publie quelques ouvrages de vulgarisation scientifique appréciés des pédagogues. À la fin des années 50, en pleine déstalinisation, il rencontre Alexander Ginsburg qui l’encourage à publier des textes poétiques dans Syntaxis, un des tout premiers samizdats périodiques (les samizdats étaient des écrits qui circulaient clandestinement durant l'époque soviétique, le mot signifie littéralement en russe auto-édition). Il devient alors un écrivain dissident qui œuvre sous pseudonyme, il prend le nom de I. Mironov ou Abram Khayyam – mêlant le premier des trois patriarches du judaïsme et le patronyme du célèbre poète persan Omar Khayyam.
En 1979, Gouberman est arrêté et condamné à cinq années de camp de travail, non pas tant pour ses écrits que pour son refus de collaborer avec les agents du KGB qui l’approchent. Durant deux mois, il est alors transféré de ville en ville, de prison en prison, pour atteindre finalement le camp qui lui est destiné, à la frontière du kraï de Krasnoïarsk et de la région d’Irkoutsk, près du village de Khaïriouzovka. De cette expérience, il tirera un récit (Promenades autour des baraques, inédit en français) et un Journal de prison en vers (publié en français aux éditions Joca Seria).
Après avoir purgé sa peine, Gouberman vit quelques années en relégation avant de retrouver Moscou. En 1987, il prend le chemin de l’émigration ; il s’installe à Jérusalem en 1988, où il vit aujourd'hui. Sa poésie jouit désormais d'une grande popularité dans le monde russophone. Gouberman se rend régulièrement en Russie pour des lectures et performances publiques,. Il est marié avec une fille de Lidia Libedinskaïa et a deux enfants.

## Œuvre
Igor Gouberman a publié en langue russe plus de 10 000 vers, rassemblés sous des titres divers, régulièrement remaniés pour former de nouvelles anthologies. Le terme gariki apparaît souvent dans le titre (Gariki pour chaque jour, Gariki de Jérusalem, Gariki de l’Atlantide, Gariki pour de nombreuses années). Dans sa postface au Journal de prison, Yoann Barbereau explique :
« Gouberman désigne ses quatrains sous le nom de gariki. Garik est un hypocoristique du prénom Igor, un diminutif affectueux et caressant. Les quelque 10 000 vers que le poète a composé à ce jour (« Je ne compte plus depuis que j’ai dépassé les 10 000 », me dit-il) forment en creux le portrait éclaté de Garik. Ils sont plus que cela. On les entend dans les prisons et les salons de coiffure, on les croise en nombre sur VKontakte (le Facebook russe). »
En français :
- Journal de prison, traduction Yoann Barbereau et Mila Marininskaïa, éditions Joca Seria (2020)  (ISBN 978-2-84809-331-4)

## Sources externes
- Critique en langue russe du livre «Праздники на каждый день» sur le site booknik.ru
- Entretien avec Igor Gouberman à la radio Écho de Moscou (2016)
- Textes de Gouberman dans l'Anthologie de Jérusalem
- Lecture à Jérusalem le 3 février 2019 (vidéo)
- Entretien avec Dmitri Gordon le 12 mai 2019 (vidéo)